# 原廣利
原 廣利（はら ひろと、1987年（昭和62年） - ）は日本の映画監督である。東京都出身。日本大学藝術学部映画学科監督コース卒業。

## 人物
- 父は映画監督の原隆仁[2]。父は『あぶない刑事』シリーズの監督を務めており、自身も『帰ってきた あぶない刑事』で映画監督デビューを果たした。

## 映像作品

### 映画
- 帰ってきた あぶない刑事（2024年5月24日全国公開） - 監督
- 朽ちないサクラ（2024年6月21日全国公開） - 監督

### テレビドラマ
- 日本ボロ宿紀行（2019年1月25日 - 、テレビ東京・テレビ大阪） - 監督・撮影
- 背徳の夜食（1）（2019年7月27日 - 、東海テレビ・東海テレビ） - 撮影
- 背徳の夜食（2）（2019年9月28日 - 、東海テレビ・東海テレビ） - 撮影
- 絶メシロード（2020年1月24日 - 、テレビ東京） - 監督
- RISKY（2021年3月25日 - 、ドラマ特区） - 監督
- 八月は夜のバッティングセンターで。（2021年7月7日 - 、テレビ東京） - 監督
- 会社は学校じゃねぇんだよ 新世代逆襲編（2021年10月21日 - 、ABEMA） - 監督
- 真夜中にハロー!（2022年1月13日 - 、テレビ東京） - 監督
- ウツボラ（2023年3月24日 - 、WOWOW） - 監督
- イグナイト -法の無法者-（2025年4月18日 - 、TBS） - 監督

### MV
- Attractions「Instant Jam」（2018年） - 撮影